# Roques d'en Barda
Les Roques d'en Barda és una muntanya de 256 metres que es troba al municipi d'Alcanó, a la comarca catalana del Segrià.